# Caviomorpha
De Caviomorpha of Caviida is een groep (parvorde) van knaagdieren uit de Hystricognathi die voorkomt in Zuid- en Midden-Amerika. Binnen de Hystricognathi zijn ze de grootste groep, met dertien levende en zeven uitgestorven families, ruim 60 levende en minstens 150 uitgestorven geslachten, en meer dan 250 levende soorten. De bekende soorten zijn de tamme cavia (Cavia aperea), de chinchilla (Chinchilla lanigera), de degoe (Octodon degus), de mara (Dolichotis patagonum), de beverrat (Myocastor coypus) en de capibara (Hydrochoerus hydrochaeris), het grootste levende knaagdier.
Tot de Sigmodontinae in Zuid-Amerika arriveerden, waarschijnlijk in het Mioceen of Plioceen, waren de Caviida de enige knaagdieren in Zuid-Amerika. In die tijd was hun diversiteit nog groter.

## Taxonomie
Caviomorpha worden als volgt ingedeeld:
- Stamvormen
  - Geslacht Canaanimys  †
  - Geslacht Cachiyacuy  †
- Familie incertae sedis
  - Geslacht Tainotherium  †
- Familie Stekelvarkens van de Nieuwe Wereld (Erethizontidae)
- Superfamilie Cavioidea
  - Familie Agoeti's en acouchy's (Dasyproctidae)
  - Familie Paca's (Cuniculidae)
  - Familie Eocardiidae  †
  - Familie Cavia's (Caviidae)
- Superfamilie Octodontoidea
  - Familie Schijnratten (Octodontidae)
  - Familie Kamratten (Ctenomyidae)
  - Familie Stekelratten (Echimyidae)
  - Familie Beverratten (Myocastoridae)
  - Familie Reuzenhutia's (Heptaxodontidae)  †
  - Familie Hutia's (Capromyidae)
  - Familie Chinchillaratten (Abrocomidae)
- Superfamilie Chinchilla-achtigen (Chinchilloidea)
  - Familie Wolmuizen (Chinchillidae)
  - Familie Pacarana's (Dinomyidae)
  - Familie Neoepiblemidae  †